# Bruno Philippart
Bruno Joseph Philippart (Stavelot, 1 oktober 1929 - 16 mei 1989) was een Belgisch volksvertegenwoordiger en burgemeester.

## Levensloop
Philippart promoveerde tot doctor in de rechten aan de Katholieke Universiteit Leuven.
Hij werd verkozen tot gemeenteraadslid van Stavelot (1964) en onmiddellijk benoemd tot burgemeester van deze gemeente, een ambt dat hij tot einde 1970 beoefende.
In mei 1965 werd hij verkozen tot liberaal volksvertegenwoordiger voor het arrondissement Verviers. Hij vervulde dit mandaat tot in 1971.